# Beautiful Maladies: The Island Years
Beautiful Maladies: The Island Years är ett samlingsalbum släppt av Tom Waits 1998.

## Låtlista
1. "Hang On St. Christopher" - 2:44
2. "Temptation" - 3:53
3. "Clap Hands" - 3:48
4. "The Black Rider" - 3:23
5. "Underground" - 1:59
6. "Jockey Full of Bourbon" - 2:47
7. "Earth Died Screaming" - 3:38
8. "Innocent When You Dream (78)" - 3:09
9. "Straight To The Top" - 2:28
10. "Frank's Wild Years" - 1:52
11. "Singapore" - 2:45
12. "Shore Leave" - 4:18
13. "Johnsburg, Illinois" - 1:34
14. "Way Down In The Hole" - 3:30
15. "Strange Weather (Live)" - 3:34
16. "Cold, Cold Ground (Live)" - 3:27
17. "November" - 2:55
18. "Downtown Train" - 3:51
19. "16 Shells From a Thirty-Ought Six" - 4:33
20. "Jesus Gonna Be Here" - 3:19
21. "Good Old World (Waltz)" - 3:55
22. "I Don't Wanna Grow Up" - 2:32
23. "Time" - 3:53